# Nati nel 1797

## Gennaio(25)
- 2 gennaio - Hugh Swinton Legaré, politico statunitense († 1843)
- 4 gennaio - Wilhelm Beer, banchiere e astronomo tedesco († 1850)
- 5 gennaio - Eduard Vogel von Falckenstein, generale prussiano († 1885)
- 6 gennaio - Edward Turner Bennett, zoologo inglese († 1836)
- 7 gennaio - Mariano Paredes y Arrillaga, militare e politico messicano († 1849)
- 7 gennaio - Bartolomeo Signoroni, chirurgo italiano († 1844)
- 8 gennaio - Arthur Chichester, I barone Templemore, politico e ufficiale irlandese († 1837)
- 10 gennaio - Annette von Droste-Hülshoff, scrittrice e poetessa tedesca († 1848)
- 10 gennaio - August Koberstein, storico della letteratura tedesco († 1870)
- 11 gennaio - Carl Anton Joseph Rottmann, pittore tedesco († 1850)
- 14 gennaio - George Agar-Ellis, I barone Dover, politico e scrittore irlandese († 1833)
- 17 gennaio - Joseph Barclay Pentland, naturalista, geografo e viaggiatore irlandese († 1873)
- 19 gennaio - Henri-Bernard Dabadie, cantante e baritono francese († 1853)
- 21 gennaio - Jodocus Sebastiaen van den Abeele, pittore belga († 1855)
- 21 gennaio - Ignazio Calvi, scacchista e compositore di scacchi italiano († 1872)
- 21 gennaio - Joseph Méry, scrittore, drammaturgo e librettista francese († 1866)
- 22 gennaio - Maria Leopoldina d'Asburgo-Lorena, nobile († 1826)
- 22 gennaio - Diego Mele, poeta, scrittore e presbitero italiano († 1861)
- 26 gennaio - Matija Čop, storico, linguista e insegnante sloveno († 1835)
- 27 gennaio - Francesco Ambrosoli, filologo, traduttore e editore italiano († 1868)
- 29 gennaio - Cesare Arnaud di San Salvatore, militare e politico italiano († 1873)
- 29 gennaio - Adolfo di Hohenlohe-Ingelfingen, politico e principe tedesco († 1873)
- 29 gennaio - Sibylle Mertens-Schaaffhausen, collezionista d'arte e archeologa tedesca († 1857)
- 30 gennaio - Edwin Vose Sumner, generale statunitense († 1863)
- 31 gennaio - Franz Schubert, compositore austriaco († 1828)

## Febbraio(16)
- 2 febbraio - Joseph Guislain, medico belga († 1860)
- 5 febbraio - Jean-Marie Duhamel, matematico, fisico e insegnante francese († 1872)
- 6 febbraio - Richard Hawes, politico statunitense († 1877)
- 6 febbraio - Joseph von Radowitz, politico e generale prussiano († 1853)
- 10 febbraio - George Chichester, III marchese di Donegall, politico irlandese († 1883)
- 11 febbraio - Richard Temple-Nugent-Brydges-Chandos-Grenville, II duca di Buckingham e Chandos, politico britannico († 1861)
- 12 febbraio - Károly Zay, nobile e politico ungherese († 1871)
- 13 febbraio - Léonard Victor Charner, ammiraglio francese († 1869)
- 14 febbraio - Fabrizio Lazari, politico e militare italiano († 1860)
- 15 febbraio - John Bell, politico e avvocato statunitense († 1869)
- 17 febbraio - Heinrich Steinweg, pianista e imprenditore tedesco († 1871)
- 18 febbraio - Pietro Antonio Garibaldi, arcivescovo cattolico e diplomatico italiano († 1853)
- 19 febbraio - Giuseppe Avezzana, generale e politico italiano († 1879)
- 24 febbraio - Samuel Lover, compositore, scrittore e artista irlandese († 1868)
- 28 febbraio - Mary Mason Lyon, educatrice statunitense († 1849)
- 28 febbraio - Federico d'Orange-Nassau, nobile († 1881)

## Marzo(19)
- 2 marzo - Charles-Émile-Callande de Champmartin, pittore francese († 1883)
- 2 marzo - Étienne Mulsant, entomologo, ornitologo e bibliotecario francese († 1880)
- 3 marzo - Ferdinando Bianchi, patriota e presbitero italiano († 1866)
- 5 marzo - Friedrich von Gerolt, diplomatico e nobile tedesco († 1879)
- 10 marzo - George Julius Poulett Scrope, geologo, politico e economista inglese († 1876)
- 13 marzo - Friedrich Wilhelm Schulz, editore, militare e politico tedesco († 1860)
- 19 marzo - Józef Korzeniowski, scrittore polacco († 1863)
- 19 marzo - Giuseppe Luigi Passino, politico italiano († 1874)
- 19 marzo - Wilhelm Radziwiłł, nobile e generale polacco († 1870)
- 21 marzo - Alexandre-Philippe Andryane, rivoluzionario e politico francese († 1863)
- 21 marzo - Johann Andreas Wagner, paleontologo, zoologo e archeologo tedesco († 1861)
- 22 marzo - Eduard Gans, giurista e filosofo tedesco († 1839)
- 22 marzo - Guglielmo I di Germania, sovrano tedesco († 1888)
- 22 marzo - Scubilione Rousseau, religioso francese († 1867)
- 23 marzo - Ernest Edgcumbe, III conte di Mount Edgcumbe, politico inglese († 1861)
- 24 marzo - Filippo Agresti, patriota italiano († 1865)
- 24 marzo - Antonio Rosmini, filosofo, teologo e presbitero italiano († 1855)
- 27 marzo - Alfred de Vigny, poeta, scrittore e militare francese († 1863)
- 28 marzo - Annibale Raffaele Montalcini, arcivescovo cattolico italiano († 1861)

## Aprile(30)
- 2 aprile - John Peter Gassiot, imprenditore britannico († 1877)
- 2 aprile - Franz von Wimpffen, generale e ammiraglio austriaco († 1870)
- 3 aprile - Barthélemy Charles Joseph Dumortier, botanico, naturalista e politico belga († 1878)
- 3 aprile - Carlo Emanuele Muzzarelli, letterato e presbitero italiano († 1856)
- 5 aprile - Galileo Pallotta, medico italiano († 1885)
- 6 aprile - Meta Heusser-Schweizer, poetessa svizzera († 1876)
- 6 aprile - Giovanni Stefani, presbitero, educatore e patriota italiano († 1880)
- 7 aprile - Théodore Anne, drammaturgo, librettista e romanziere francese († 1869)
- 7 aprile - Louisa Elizabeth Grey, nobildonna inglese († 1841)
- 7 aprile - Pierre Leroux, editore, filosofo e politico francese († 1871)
- 9 aprile - Giuseppe Arconati Visconti, nobile e politico italiano († 1873)
- 9 aprile - Pierre Carmouche, drammaturgo, librettista e cantautore francese († 1868)
- 9 aprile - Giuseppe Corneliani, medico italiano († 1855)
- 13 aprile - Stanislas Julien, sinologo francese († 1873)
- 13 aprile - Ferdinand Joseph von Lobkowicz, nobile, imprenditore e politico boemo († 1868)
- 13 aprile - Francesco di Toppo, collezionista d'arte e letterato italiano († 1883)
- 14 aprile - Giovanni Corti, vescovo cattolico italiano († 1868)
- 15 aprile - Michele Garicoïts, presbitero francese († 1863)
- 15 aprile - Laurent Imbert, missionario francese († 1839)
- 15 aprile - Adolphe Thiers, politico, storico e avvocato francese († 1877)
- 16 aprile - Angelo Cerutti, filologo e grammatico italiano († 1860)
- 21 aprile - Stefano Agostini, biblista e patriota italiano († 1877)
- 21 aprile - Ekaterina Nikolaevna Raevskaja, nobildonna russa († 1885)
- 22 aprile - Jean Léonard Marie Poiseuille, medico, fisiologo e fisico francese († 1869)
- 23 aprile - Giuseppe Ferlini, medico italiano († 1870)
- 23 aprile - Ernst Ferdinand Oehme, pittore tedesco († 1855)
- 26 aprile - Tito Coppi, magistrato e politico italiano († 1864)
- 26 aprile - Albert Seerig, anatomista e chirurgo tedesco († 1862)
- 27 aprile - Victor Audouin, entomologo, ornitologo e aracnologo francese († 1841)
- 27 aprile - Linus Yale, inventore statunitense († 1858)

## Maggio(21)
- 2 maggio - Abraham Pineo Gesner, medico e geologo canadese († 1864)
- 3 maggio - Heinrich Berghaus, cartografo e geografo tedesco († 1884)
- 5 maggio - Carlos A. Waite, generale statunitense († 1866)
- 8 maggio - Giacomo Luigi Brignole, cardinale italiano († 1853)
- 11 maggio - José Mariano Salas, generale e politico messicano († 1867)
- 13 maggio - Antonio Apparuti, artigiano italiano († 1844)
- 15 maggio - Giuseppe Musio, magistrato e politico italiano († 1876)
- 15 maggio - Constantine Phipps, I marchese di Normanby, politico inglese († 1863)
- 16 maggio - Francesco Antonio Broccu, inventore e artigiano italiano († 1882)
- 17 maggio - Karl Ferdinand von Buol-Schauenstein, politico austriaco († 1865)
- 17 maggio - Pascual Echagüe, militare e politico argentino († 1867)
- 17 maggio - Marianne Tromlitz, cantante lirica e pianista tedesca († 1872)
- 18 maggio - Federico Augusto II di Sassonia, re († 1854)
- 19 maggio - Maria Isabella di Braganza, principessa portoghese († 1818)
- 21 maggio - Gottlieb Wilhelm Bischoff, botanico tedesco († 1854)
- 21 maggio - Camillo Guerra, pittore, disegnatore e restauratore italiano († 1874)
- 23 maggio - Flaminio Lolli, patriota e letterato italiano († 1862)
- 23 maggio - Giuseppe Saverio Tulumello, nobile italiano († 1858)
- 24 maggio - Henry Thynne, III marchese di Bath, politico e militare inglese († 1837)
- 25 maggio - Filiberto Avogadro di Collobiano, politico italiano († 1868)
- 30 maggio - Georg Amadeus Carl Friedrich Naumann, geologo e mineralogista tedesco († 1873)

## Giugno(18)
- 6 giugno - Rehuel Lobatto, matematico olandese († 1866)
- 11 giugno - Francis Conyngham, II marchese di Conyngham, politico e ufficiale britannico († 1876)
- 11 giugno - Henry Lascelles, III conte di Harewood, politico britannico († 1857)
- 11 giugno - Nicola Ricciotti, patriota italiano († 1844)
- 16 giugno - Sophie Rude, pittrice francese († 1867)
- 17 giugno - Domenico Angeli, filantropo italiano († 1876)
- 17 giugno - Alexandre Vinet, teologo, filosofo e giornalista svizzero († 1847)
- 18 giugno - Vittorio Angius, scrittore, storico e politico italiano († 1862)
- 19 giugno - Hamilton Hume, esploratore australiano († 1873)
- 20 giugno - Karolina Gerhardinger, religiosa tedesca († 1879)
- 20 giugno - Georg Frederik Ursin, matematico danese († 1849)
- 21 giugno - Wilhelm Küchelbecker, poeta russo († 1846)
- 22 giugno - Ardingo Trotti, generale italiano († 1877)
- 23 giugno - Théophile Bra, scultore e disegnatore francese († 1863)
- 24 giugno - John Joseph Hughes, arcivescovo cattolico irlandese († 1864)
- 24 giugno - Johan Coenraad van Hasselt, botanico, zoologo e micologo olandese († 1823)
- 26 giugno - Imam Shamil, politico e imam († 1871)
- 29 giugno - Frederic Baraga, missionario, filologo e vescovo cattolico sloveno († 1868)

## Luglio(17)
- 2 luglio - Francisco Javier Echeverría, politico messicano († 1852)
- 2 luglio - Maria Antonia di Koháry, nobildonna ungherese († 1862)
- 6 luglio - Henry Paget, II marchese di Anglesey, nobile e politico britannico († 1869)
- 7 luglio - Siro Andrea Carli, politico italiano († 1857)
- 10 luglio - Stanislao Cordero di Pamparato, militare e politico italiano († 1863)
- 12 luglio - Adele Schopenhauer, scrittrice, poetessa e artista tedesca († 1849)
- 15 luglio - Pier Alessandro Paravia, letterato, traduttore e mecenate italiano († 1857)
- 15 luglio - Pietro Ruggeri da Stabello, poeta italiano († 1858)
- 16 luglio - Giacomo Coppola, avvocato e politico italiano († 1872)
- 17 luglio - Paul Delaroche, pittore francese († 1856)
- 17 luglio - Karl Theodor von Thurn und Taxis, generale e principe tedesco († 1868)
- 18 luglio - Cesare Cristiani di Ravarano, magistrato e politico italiano († 1857)
- 20 luglio - Paweł Edmund Strzelecki, geologo, esploratore e alpinista polacco († 1873)
- 25 luglio - Augusta d'Assia-Kassel, nobildonna († 1889)
- 25 luglio - Nicholas Marcellus Hentz, zoologo e aracnologo francese († 1856)
- 27 luglio - Giuseppe Ferrigni, magistrato e politico italiano († 1864)
- 27 luglio - Johann Peter Cajus zu Stolberg-Stolberg, nobile e politico tedesco († 1874)

## Agosto(19)
- 5 agosto - Friedrich August Kummer, violoncellista, compositore e docente tedesco († 1879)
- 8 agosto - Joseph-Nicolas Robert-Fleury, pittore francese († 1890)
- 10 agosto - Guglielmo Cottrau, editore e compositore francese († 1847)
- 10 agosto - Joseph Gerhard Zuccarini, botanico tedesco († 1848)
- 13 agosto - Ramón Castilla, politico e militare peruviano († 1867)
- 13 agosto - Louis Henri François de Luzy-Pelissac, politico e generale francese († 1869)
- 15 agosto - Hans Ferdinand Massmann, filologo tedesco († 1874)
- 18 agosto - Antoine Claudet, fotografo francese († 1867)
- 18 agosto - Francesco Zantedeschi, presbitero e fisico italiano († 1873)
- 22 agosto - Augustin-Magloire Blanchet, missionario e vescovo cattolico canadese († 1887)
- 22 agosto - Benedetto Trompeo, medico italiano († 1872)
- 23 agosto - Adhémar Jean Claude Barré de Saint-Venant, matematico e ingegnere francese († 1886)
- 25 agosto - Henrik Hertz, scrittore e poeta danese († 1870)
- 26 agosto - Innocenzo d'Alaska, religioso e santo russo († 1879)
- 28 agosto - Karl Otfried Müller, grecista, filologo classico e etruscologo tedesco († 1840)
- 30 agosto - Mary Shelley, scrittrice, saggista e filosofa britannica († 1851)
- 31 agosto - Philipp von Brunnow, politico russo († 1875)
- 31 agosto - James Ferguson, astronomo e ingegnere statunitense († 1867)
- 31 agosto - George Daniel Gerlach, generale danese († 1865)

## Settembre(15)
- 1º settembre - William FitzGerald-de Ros, XXIII barone de Ros, politico e generale inglese († 1874)
- 6 settembre - William Smith, politico e avvocato statunitense († 1887)
- 7 settembre - Giuseppe Tranchina, medico italiano († 1837)
- 8 settembre - Filippo Mordani, letterato e patriota italiano († 1886)
- 10 settembre - Franz Krüger, pittore e litografo tedesco († 1857)
- 10 settembre - Carl Gustav Mosander, chimico e mineralogista svedese († 1858)
- 10 settembre - Piotr Wysocki, militare polacco († 1875)
- 12 settembre - Alamanno Agostini Venerosi della Seta, politico e patriota italiano († 1844)
- 12 settembre - Emilia de Vialar, religiosa e santa francese († 1856)
- 14 settembre - Joseph-Désiré Court, pittore francese († 1865)
- 16 settembre - Giancarlo de Moll, generale austriaco († 1879)
- 16 settembre - Antonio Panizzi, patriota, bibliotecario e bibliografo italiano († 1879)
- 17 settembre - Heinrich Kuhl, zoologo tedesco († 1821)
- 19 settembre - January Suchodolski, pittore e militare polacco († 1875)
- 28 settembre - Fëdor Petrovič Litke, navigatore, geografo e esploratore russo († 1882)

## Ottobre(26)
- 3 ottobre - Leopoldo II di Toscana, sovrano italiano († 1870)
- 4 ottobre - Jeremias Gotthelf, scrittore svizzero († 1854)
- 4 ottobre - Sof'ja Aleksandrovna Samojlova, nobildonna russa († 1866)
- 4 ottobre - Félix Savary, astronomo e fisico francese († 1841)
- 5 ottobre - John Gardner Wilkinson, egittologo inglese († 1875)
- 6 ottobre - Francesco Guillot, politico italiano († 1876)
- 6 ottobre - Joseph Othmar von Rauscher, cardinale e arcivescovo cattolico austriaco († 1875)
- 7 ottobre - Peter Georg Bang, politico e giurista danese († 1861)
- 7 ottobre - Owen Chase, navigatore e scrittore statunitense († 1869)
- 7 ottobre - Giorgio Regnoli, chirurgo italiano († 1859)
- 8 ottobre - Ludwig Förster, architetto austriaco († 1863)
- 13 ottobre - Dong Haichuan, insegnante cinese († 1882)
- 13 ottobre - William Motherwell, poeta, scrittore e giornalista scozzese († 1835)
- 14 ottobre - Ida Pfeiffer, scrittrice e esploratrice austriaca († 1858)
- 16 ottobre - James Brudenell, VII conte di Cardigan, militare britannico († 1868)
- 17 ottobre - Juan Lavalle, militare e politico argentino († 1841)
- 17 ottobre - Domenico Tarolli, missionario italiano († 1882)
- 18 ottobre - Antonio Sarti, architetto e incisore italiano († 1880)
- 19 ottobre - Girvan Yuddha Bikram Shah, re nepalese († 1816)
- 21 ottobre - William Hale, inventore inglese († 1870)
- 23 ottobre - Piet Uys, generale boero († 1838)
- 24 ottobre - Štefan Moyzes, vescovo cattolico e pedagogo slovacco († 1869)
- 26 ottobre - Giuditta Pasta, contralto e soprano italiano († 1865)
- 27 ottobre - Pierre Honoré Bérard, medico francese († 1858)
- 29 ottobre - Friedrich Loos, pittore, incisore e litografo austriaco († 1890)
- 30 ottobre - Enrichetta di Nassau-Weilburg, nobile († 1829)

## Novembre(15)
- 1º novembre - Santos Michelena, politico e diplomatico venezuelano († 1848)
- 1º novembre - Maria Dorotea di Württemberg, nobile († 1855)
- 2 novembre - Baltazar Mathias Keilhau, geologo e esploratore norvegese († 1858)
- 2 novembre - Narciso López, patriota venezuelano († 1851)
- 2 novembre - Tyrone Power, attore teatrale irlandese († 1841)
- 3 novembre - Aleksandr Aleksandrovič Bestužev, poeta e scrittore russo († 1837)
- 3 novembre - Giuseppe Rossi, militare e politico italiano († 1880)
- 6 novembre - Gabriel Andral, medico francese († 1876)
- 13 novembre - Niklas Westring, zoologo e aracnologo svedese († 1882)
- 14 novembre - Charles Lyell, geologo britannico († 1875)
- 28 novembre - Andreas Gollmayr, arcivescovo cattolico austro-ungarico († 1883)
- 29 novembre - Gaetano Donizetti, compositore italiano († 1848)
- 30 novembre - Richard Cleasby, filologo britannico († 1847)
- 30 novembre - Paolo Frisiani, astronomo e matematico italiano († 1880)
- 30 novembre - Otto Vincent Lange, politico norvegese († 1870)

## Dicembre(27)
- 2 dicembre - Erminia di Anhalt-Bernburg-Schaumburg-Hoym, nobile († 1817)
- 2 dicembre - Carl von Prittwitz, generale russo († 1881)
- 3 dicembre - Luigi Crisostomo Ferrucci, bibliotecario e scrittore italiano († 1877)
- 3 dicembre - Andrew Smith, chirurgo, naturalista e esploratore scozzese († 1872)
- 4 dicembre - George Tupou I, re tongano († 1893)
- 6 dicembre - Jakob Wilhelm Huber, pittore tedesco († 1871)
- 8 dicembre - Pietro Mei, artigiano e orologiaio italiano († 1878)
- 10 dicembre - Leonardo Dorotea, patriota, medico e naturalista italiano († 1865)
- 10 dicembre - Raffaele Fidanza, pittore italiano († 1846)
- 11 dicembre - Giovanni Battista Michelini, politico, giornalista e avvocato italiano († 1879)
- 11 dicembre - Francesco Pentini, cardinale italiano († 1869)
- 12 dicembre - Lucy Anderson, pianista inglese († 1878)
- 12 dicembre - Nicolas Deschamps, presbitero e saggista francese († 1873)
- 12 dicembre - Pierre Léonard Vander Linden, entomologo belga († 1831)
- 13 dicembre - Heinrich Heine, poeta tedesco († 1856)
- 13 dicembre - Gaetano Recchi, politico italiano († 1856)
- 14 dicembre - Antonio Maria Cagiano de Azevedo, cardinale e vescovo cattolico italiano († 1867)
- 14 dicembre - Ferdinando di Solms-Braunfels, nobile († 1873)
- 17 dicembre - Joseph Henry, fisico statunitense († 1878)
- 19 dicembre - Antoine Louis Dugès, naturalista e medico francese († 1838)
- 23 dicembre - Adrien-Henri de Jussieu, botanico francese († 1853)
- 25 dicembre - Joseph-Marie Quérard, scrittore e bibliografo francese († 1865)
- 27 dicembre - Gaspard Deguerry, presbitero e predicatore francese († 1871)
- 27 dicembre - Domitila de Castro, nobildonna brasiliana († 1867)
- 27 dicembre - Mirza Ghalib, poeta indiano († 1869)
- 27 dicembre - Manuela Sáenz, patriota ecuadoriana († 1856)
- 31 dicembre - Pier Silvestro Leopardi, patriota e politico italiano († 1870)

## Senza giorno specificato(41)
- Joseph-Alphonse Adhémar, matematico e ingegnere francese († 1862)
- Charles Alexandre, filologo francese († 1870)
- Napoleone Angiolini, pittore italiano († 1871)
- Édouard Bertin, pittore francese († 1871)
- Maria Grazia Boni, brigante e modella italiana
- Jules Bourcier, ornitologo francese († 1873)
- Carlo Cacherano d'Osasco, politico italiano († 1873)
- Giovan Battista Capponi, funzionario e nobile italiano († 1864)
- François Simon Cordier, medico e botanico francese († 1874)
- Karl August Credner, teologo tedesco († 1857)
- William Day, litografo britannico († 1845)
- Giuseppe Carlo Del Bue, chimico e farmacista italiano († 1868)
- Fazle Haq Khairabadi, giurista indiano († 1861)
- Democrito Gandolfi, scultore italiano († 1874)
- Giacomo Grandoni, funzionario e politico italiano († 1855)
- Utagawa Hiroshige, incisore e pittore giapponese († 1858)
- Pëtr Grigor'evič Kachovskij, nobile russo († 1826)
- Kamehameha II delle Hawaii, sovrano († 1824)
- Nezumi Kozō, mercenario giapponese († 1832)
- Kwaku Dua I Panyin, re († 1867)
- Giovanni Macrijanni, mercante, politico e militare greco († 1864)
- Giorgio Manganaro, politico italiano († 1872)
- Ernst Meyer, pittore danese († 1861)
- Michel de Bourges, avvocato e politico francese († 1853)
- Joseph Passalacqua, egittologo italiano († 1865)
- Stefano Pernigotti, imprenditore italiano († 1873)
- John Wannuaucon Quinney, diplomatico nativo americano († 1855)
- Tamatoa IV, re († 1857)
- Leitch Ritchie, scrittore e giornalista scozzese († 1865)
- Jan Jacob Rochussen, politico olandese († 1871)
- José Antonio Saco, scrittore cubano († 1879)
- Paolo Samengo, danzatore e coreografo italiano († 1863)
- Constantin Stamati, poeta rumeno († 1869)
- Abu Muslim Khan Tarkovskij, generale e principe russo († 1860)
- Amédée Thierry, storico francese († 1873)
- Naum Veqilharxhi, avvocato albanese († 1854)
- Nicolò Vergottini, politico italiano († 1859)
- Madame Vestris, attrice teatrale, impresaria teatrale e contralto britannica († 1856)
- Vijaya Raghunatha Raya Tondaiman II, sovrano († 1825)
- Alexander Zippelius, botanico olandese († 1828)
- Louis-Charles de la Bourdonnais, scacchista francese († 1840)